# Élise Voïart

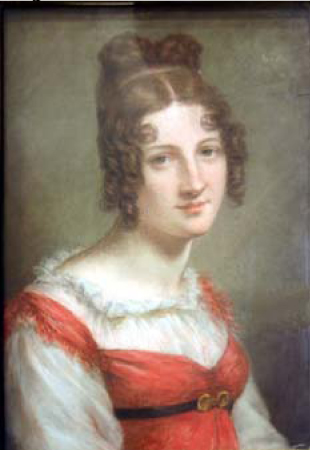
Madame Élisa Voïart, Constance Mayer, Pastell auf Papier, 1811

Élise Voïart, geborene Anne-Élisabeth Élise Petitpain (* 10. Februar 1786 in Nancy; † 2. Januar 1866 ebenda), war eine französische Schriftstellerin, Übersetzerin, Romanautorin und Autorin von Jugendbüchern.

## Biographie
Élise Petitpain war die älteste von mehreren Geschwistern. Sie wurde im Geiste Rousseaus erzogen. Sie musste früh ihrer Mutter bei der Erziehung von drei kleinen Geschwistern helfen, nachdem ihr Vater, der Organist an der Kathedrale von Nancy war, gestorben war. Sie lernte Deutsch, während sie ihren Stiefvater M. Wouters, Fabrikant in Nancy, bei Geschäftsverhandlungen unterstützte.
Im Jahr 1807 wollte Antoine-Eustache d’Osmond, Bischof von Nancy, sie auf eine neu zu schaffende Rolle am Hof von Kaiserin Joséphine vermitteln. Als das nicht zustande kam, gewährte ihr die Kaiserin eine Pension von 500 Francs die Hoffnung, und die Aufnahme in das Maison d’éducation de la Légion d’honneur im Schloss Écouen.
Vor dem Eintritt in Écouen lernte Petitpain einen dreißig Jahre älteren Witwer kennen, Jacques-Philippe Voïart, Verwalter für Lebensmittel im Hôtel des Invalides, Kunstliebhaber und bereits Vater von zwei Töchtern, darunter die spätere Dichterin Amable Tastu. Aus der Ehe geht Élisabeth Voïart (fl. 1814–1875) hervor, die später Pastellmalerin wird. Die Voïarts nahmen ihren Wohnsitz in Choisy-le-Roi, wo Voïart einen liberalen Salon führte, der unter anderem von der Dichterin Adélaïde-Gillette Dufrénoy, dem Chansonnier Pierre-Jean de Béranger oder dem Künstlerpaar Pierre Paul Prud’hon und Constance Mayer, die ein Porträt von Élise Voïart anfertigt, besucht wird.
Élise Voïart erzielte ihre ersten literarischen Erfolge während der Restauration als Übersetzerin deutscher und englischer Werke. Zwischen 1817 und 1821 erschienen etwa dreißig Bände, vor allem Liebesromane von August Lafontaine, die sie ohne Zögern überarbeitete und nur frei wiedergab. Bei der Ballade Fridolin („Der Gang nach dem Eisenhammer“) von Friedrich Schiller entschied sie sich hingegen für eine strenge Texttreue, da sie nur so die „rührende und naive Einfachheit, die dem deutschen Charakter und Idiom innewohnt“, wiedergeben konnte. Sie befreite sich vom Reim und trug so zur Etablierung des freien Verses bei.
Ihr erster historischer Roman, La Vierge d’Arduène, der vor dem Hintergrund der Herrschaft des Augustus spielt, beschreibt den Übergang Galliens unter die römische Herrschaft. Er war Teil der romantischen Bewegung zur Wiederentdeckung der nationalen Vergangenheit. Danach erschienen Auftragswerke für die Encyclopédie des dames (Lettres sur la toilette des dames, 1821; Essai sur la danse antique et moderne, 1823) und schließlich La Femme et les six amours, das von der Académie française prämiert wurde.
Anfang der 1830er Jahre schrieb Voïart für die aufstrebende Bildungs- und Frauenpresse und trug zum Journal des dames, Journal des Demoiselles und Journal des jeunes personnes bei. Sie unterstützte Amable Tastu, die aufgrund des Konkurses der Druckerei ihres Mannes gezwungen war, sich selbst zu versorgen: Gemeinsam stellten sie Märchensammlungen zusammen. 1834 übertrug sie eine von Vuk Karadžić erstellte Sammlung „Serbischer Volkslieder“ (Chants populaires des Serviens) auf Basis einer deutschen Übersetzung des Ungarn Jákob Teréz ins Französische.
Ihre Popularität zeigte sich durch Aufnahme in Sammlungen wie Les Femmes Célèbres oder Livre des Cent et un von Pierre-François Ladvocat, in dem ihr Name neben dem anderer prominenten Literaten steht, und durch ihre Wahl zum assoziierten Mitglied der Académie de Stanislas. Sie war die erste Frau, die dort aufgenommen wurde.
Zur selben Zeit beherbergten die Voïarts den zu der Zeit schon alten und bankrotten Rouget de Lisle, den Autor der Marseillaise.
1842 starb ihr Mann und Élise Voïart kehrte nach Nancy zurück, wo sie historische Romane über Lothringen verfasste, die ihr den Titel „Walter Scott Lothringens“ einbrachten. Außerdem verfasste sie eine Reihe von Romanen für die 1845 von dem katholischen Verleger Alfred Mame gegründete Reihe Bibliothèque des petits enfants („Bibliothek für kleine Kinder“). In einer Kinderliteratur, die von „einer massiven Produktion moralischer, kitschiger und fader Geschichten“ beherrscht wurde, zeichnen sich ihre Erzählungen durch eine genaue Beobachtung der Welt der Kindheit und die Inszenierung eigenständiger weiblicher Charaktere aus.
Voïart war sehr produktiv – im Katalog der französischen Nationalbibliothek nimmt ihr Werk zwanzig Spalten ein –, aber ihr wurde die literarische Tiefe abgesprochen und sie wurde als Blaustrumpf eingestuft. Charles-Augustin Sainte-Beuve erwähnte Élise Voïart herablassend als „eine junge Person, begabt […] mit dem Geschmack und dem Talent zu schreiben, bekannt durch mehrere angenehme Werke“.
Eine wohlwollendere Einschätzung sieht Élise Voïart als inspirierte Übersetzerin, profunde Kennerin der deutschen Literatur, gelehrte Romanautorin und Intellektuelle und als Denkerin über die Stellung der Frau.

## Werke (Auswahl)
- Les Aveux au tombeau ou la Famille du forestier (Übersetzung von August Lafontaine: Das Bekenntniss am Grabe). A. Bertrand, Paris 1817, 4 Bände. (Digitalisat auf HathiTrust)
- Choix de contes et nouvelles dédiées aux femmes (Übersetzung einzelner Erzählungen von August Lafontaine), Pontieu, Paris 1820. (Digitalisat auf Gallica)
- Coralie, ou le Danger de l’exaltation chez les femmes (Übersetzung einzelner Erzählungen aus Caroline Pichler: Neue dramatische Dichtungen und Frauenwürde). Schlesinger, Paris 1820. (Digitalisat auf Gallica)
- La Vierge d’Arduène, traditions gauloises. Bataille, Paris 1821. (Digitalisat auf Gallica)
- Lettres sur la toilette des dames. Audot, Paris 1822.
- Essai sur la danse antique et moderne. Audot, Paris 1823. (Digitalisat auf Google Books)
- La Femme ou les Six Amours. A. Dupont, Paris 1827–1828, 6 Bände. (Digitalisat auf Gallica)
- Faust, vingt-six gravures d’après les dessins de Retzsch, avec une analyse du drame de Goethe, par Mme Élise Voïart. Audot, Paris 1828. (Digitalisat auf Gallica)
- Fridolin (Schiller), avec une traduction littérale de la ballade par Mme Élise Voïart. Audot, Paris 1829. (Digitalisat auf Gallica)
- Le Dragon de l’île de Rhodes (Schiller), avec une traduction littérale de la ballade par Mme Élise Voïart. Audot, Paris 1829. (Digitalisat auf Gallica)
- La Croix du meurtre (Übersetzung des letzten Romans von August Lafontaine). Delongchamps, Paris 1831, 4 Bände. (Digitalisat auf Gallica)
- L’Anneau (Übersetzung nach Leonhard Kruze). Delongchamps, Paris 1832. (Digitalisat auf Gallica)
- Chants populaires des Serviens, recueillis par Vuk Stephanowisch et traduits d’après Talvy par Mme Élise Voïart. Merklein, Paris 1834, 2 Bände. (Digitalisat auf Google Books)
- Le Mariage et l’Amour, anecdote contemporaine. Delongchamps, Paris 1834.
- Mignonne, imité de l’allemand, par Mme Élise Voïart. Delongchamps, Paris 1834, 2 Bände.
- Nouveaux contes populaires de Miss Edgeworth, traduits de l’anglais par Mme Élise Voïart. Baudoin, Paris 1835, 4 Bände.
- Contes de fées : Le Livre des enfants, choisis par Mmes Élise Voïart et Amable Tastu. Paulin, Paris 1836–1838, 6 Bände. (Digitalisat auf Gallica)
- Le Robinson suisse, par Wyss, traduit de l’allemand par Madame Élise Voïart. Garnier, Paris 1837, 2 Bände. (Digitalisat auf Gallica)
- Les Enfants de la vallée d’Andlau ou Notions familières sur la religion, la morale et les merveilles de la nature, par mesdames E. Voïart et A. Tastu. Didier, Paris 1837, 2 Bände. (Digitalisat auf Gallica)
- Or, devinez ! tradition lorraine - 1272. Dumont, Paris 1841, 2 Bände. (Digitalisat auf Gallica)
- Jacques Callot, 1606 à 1637. Dumont, Paris 1841.
- La Visite aux prisonniers. P. Mellier, Paris 1844.  (Digitalisat auf Gallica)
- La Petite Chapelle. Alfred Mame, Tours 1845.
- Médor, le bon chien. Alfred Mame, Tours 1845. (Digitalisat auf Gallica)
- La Petite Fille vouée au blanc. Alfred Mame, Tours 1845. (Digitalisat auf Gallica)
- Éliane, souvenirs de Normandie. Alfred Mame, Tours 1845.
- Le Petit Livre vert, ou comment on apprend à bien lire. Alfred Mame, Tours 1845.
- Le Jour de l’an. Alfred Mame, Tours 1845.
- Anna l’obstinée. Alfred Mame, Tours 1845.
- Le Bethléem. Alfred Mame, Tours 1846.
- Le Cheval de bois. Alfred Mame, Tours 1849.
- Le Nid de pinson. Alfred Mame, Tours 1849.
- Petit Pierre et Pierrette. Alfred Mame, Tours 1849.